# 古斯塔夫·费希纳
古斯塔夫·特奧多爾·費希納（德語：Gustav Theodor Fechner，1801年4月19日—1887年11月18日），是一位德國哲學家、實驗心理學家和物理學家。身為實驗心理學的先驅者以及心理物理學的創建者。他啟發了很多很多二十世紀的科學家和哲學家。他因提出了著名的韋伯-費希納定律，即通過公式{\displaystyle S=K\ln I}來表示心理感覺與物理刺激之間的關系而聞名於世。

## 早年生活和科學生涯
古斯塔夫·費希納出生在巴特穆斯考附近的Groß Särchen，他的父親是當地的牧師。儘管他是由他父親在宗教中撫養長大，他在晚年成為無神論者。他首先在Sorau（現在為波蘭西部的扎雷）接受教育。
1817 年，他在德勒斯登的Medizinische Akademie Carl Gustav Carus學習醫學，1818 年在萊比錫大學學習醫學，他在那裡度過了他的餘生。他於 1835 年在萊比錫獲得博士學位。
1834年，他在萊比錫被任命為物理學教授。但在1839年，他在研究色彩和視覺現象時，透過有色眼鏡注視太陽進而研究殘像，弄傷了眼睛，後來在歷經磨難後辭職了。康復後，他轉向研究心靈及心靈與身體的關係，並就他的書中所涉及的主題來發表公開演說。躺在床上時，費希納洞悉了精神感受和物質感受之間的關係。事實證明，這一見解在心理學的發展中具有重要意義，因為現在心理世界和物理世界之間存在定量關係。

## 貢獻
古斯塔夫·費希納發表了化學和物理論文，並翻譯了尚-巴蒂斯特·必歐和 Louis Jacques Thénard的法語著作。 他還寫了幾首詩歌和幽默作品，例如以“米塞斯博士”為筆名的《恩格爾解剖學》（1825 年）。

### Elemente der Psychophysik
費希納的劃時代著作是他的《Elemente der Psychophysik》(1860)。他從一元論的思想出發，即身體事實和意識事實雖然不能互相還原，但卻是同一個現實的不同方面。 他的獨創性在於試圖發現它們之間的精確數學關係。他的研究中最著名的結果，也就是被稱為韋伯-費希納定律的定律，它的表達如下：
「為了使感覺的強度可以按算術級數增加，刺激必須按幾何級數增加。」
這個定律已被認為非常有用，但對於特別微弱和特別強烈的感覺卻無效。在定律有效的範圍內，費希納定律指的是感覺為物理強度的對數函數。斯坦利·史密斯·史蒂文斯 指出，韋伯-費希納定律並沒有解釋刺激之間的感知關係（例如，黑色、深灰色、灰色、淺灰色和白色的紙）隨著整體強度的變化（即紙的照明水平）而改變的事實。他在他1961年所發的史蒂文斯冪定律中提出，刺激強度與通過冪律的感知有關。
費希納獲得任何感覺的基本單位數的一般公式是 S = c log R，其中 S 代表感覺，R 代表數字估計的刺激，c 代表必須由實驗按每個特定順序單獨確定的常數感知力。

### 費希納顏色效應

A sample of a Benham's disk

1838 年，他還研究了被稱為費希納顏色效應的知覺錯覺，也就是在黑色和白色的移動圖案中看到顏色。1894 年，英國記者兼業餘科學家查爾斯·本納姆通過發明一種特別的陀螺，即本納姆的陀螺，使英語使用者能夠了解這種效果。 費希納和貝納姆是否真的實際見面過目前還不得而知。

### 中位數
1878年，費希納發表了一篇論文，他在其中發展了中位數的概念。後來他深入研究了實驗美學，並認為要為美觀的物體確立他們的形狀和尺寸。他主要使用畫作的尺寸作為他的數據庫。 在他 1876 年的 Vorschule der Aesthetik 中，他使用了極端等級的方法進行主觀判斷。
費希納被普遍認為是第一位將中位數引入到數據的正式分析中的學者。

### 聯覺
1871 年，費希納報告了對73名聯覺者中彩色字母光暈的第一次實證調查。在1880 年代，弗朗西斯·高爾頓跟著這份報告對聯覺有了後續的研究。

### 胼胝體分裂
費希納對於意識的推測之一與大腦有關。 在他的時代，人們知道大腦是雙側對稱的，並且兩半之間有一個很深的分界，這兩個部分由稱為胼胝體的纖維連接帶相連。費希納推測，如果胼胝體分裂，會產生兩條獨立的意識流——也就是會變成兩個意識。然而，費希納相信他的理論永遠不會被檢驗。但在20 世紀中葉，羅傑·斯佩里和 邁克爾·葛詹尼加研究了胼胝體切片的癲癇患者，並觀察到費希納的想法是正確的。

### 黃金分割假說
費希納構建了十個不同長寬比的矩形，並要求眾多觀察者選擇“最佳”和“最差”的矩形形狀。他的目的在於比較不同比例的矩形的視覺吸引力。參與者被明確指示要忽略他們與矩形的任何關聯，例如 具有相似比率的對象。被最多參與者選為“最佳”和被最少參與者選為“最差”的矩形的比率為 0.62 (21:34)。這個比率被稱為“黃金分割率”（或黃金比例），指的是最吸引目光的矩形寬度與長度的比率。卡爾·斯圖姆夫是這項研究的參與者。
然而，關於實驗本身一直存在一些爭議，因為費希納被認為丟棄了不符合他需求的研究結果，包括馬里奧·利維奧在內的許多數學家反駁了實驗結果。

### 雙重常態分佈
在費希納死後出版的Kollektivmasslehre(1897) 中，他引入了 Zweiseitige Gaussche Gesetz 或雙重正態分佈，以適應他在許多領域的經驗頻率分佈中觀察到的不對稱性。 該分佈已由在不同領域工作的幾位作者獨立重新發現。

### 費希納悖論
1861年，費希納的報告中描述了一個現象，如果他在一隻眼睛上用一塊變暗的玻璃看一盞燈，然後閉上那隻眼睛，儘管進入他眼睛的光線較少，但光線似乎變得更亮了。這種現象後來被稱為費希納悖論。包括在 2000 年代，它一直是許多研究論文的主題。這是因為雙眼睜開時感知到的光線亮度與用一隻眼睛看到的每盞燈的平均亮度相似。

## 影響
費希納與威廉·馮特和赫爾曼·馮·亥姆霍茲一起被公認為現代實驗心理學的奠基人之一。 他最著名的貢獻是證明，由於心智容易受到測量和數學處理的影響，心理學有可能成為一門量化的科學。伊曼紐爾·康德等理論家認為這是不可能的，同理，實驗心理學也是不可能的。
儘管他對心理物理學產生了巨大的影響，但他的一般哲學的實際門徒卻很少。恩斯特·馬赫的靈感來自他在心理物理學方面的工作。威廉·詹姆斯也很欣賞他的作品：1904 年，他為費希納的Büchlein vom Leben nach dem Tode死後生命的小書）的英文翻譯寫了一篇介紹。 此外，他還影響了西格蒙德·弗洛伊德，弗洛伊德在《夢的解釋》中引入了心理定位的概念時提到了費希納。
費希納的世界觀是建立在泛靈論上的。他處處感受到生命的喜悅，在植物、地球、星辰、整個宇宙。人站在植物的靈魂和星辰（也就是天使）的靈魂之間。上帝，宇宙的靈魂，必須被視為與人類似的存在。自然法則只是展現了上帝完美的模式。在他的最後一部作品中，年邁但充滿希望的費希納將這種歡樂的世界“白晝觀”與唯物主義死而沉悶的“夜景”進行了對比。費希納在美學方面的工作也很重要。 他進行了實驗以證明某些抽象的形式和比例自然會令我們的感官愉悅，並為審美聯想的運作提供了一些新的說明。查爾斯·哈特肖恩將他視為自己和阿爾弗雷德·諾斯·懷特黑德哲學的前輩，並對費希納的哲學著作長期被忽視感到遺憾。
費希納關於前人和同時代人的立場並沒有很明確的定義。 他是謝林的門徒，從巴魯赫·史賓諾沙、G.W.萊布尼茲、約翰·弗里德里希·赫爾巴特、亞瑟·叔本華和克里斯丁·赫爾曼·魏塞那裡學到了很多東西，並堅決拒絕了G.W.F.黑格爾和魯道夫·赫爾曼·陸宰的一元論。
費希納的工作繼續對現代科學產生影響，激發了揚·科恩德林克、法利·諾曼、大衛·黑格等研究人員對人類感知能力的持續探索。

## 榮譽

### 費希納環形山
費希納環形山是一個在1970年，由國際天文學聯合會以費希納的名字命名的一個隕石坑，位於月球背面。

### 費希納日
1985 年，國際心理物理學學會將其年度會議稱為費希納日。這個會議現在定於 10 月 22 日舉行，讓心理物理學家能夠慶祝費希納在 1850 年的這一天醒來的周年紀念日，並採用一種新的方法來研究如何研究心靈。費希納日每年舉行一次，2021 年是第37次。它每年由不同的學術主持人組織。在 COVID-19 引起的大流行期間，Fechner Day 於 2020 年和 2021 年改成線上舉行。

### 家庭和晚年
人們對費希納晚年的情況知之甚少，也不知道他死的情況、原因和方式。
費希納是畫家愛德華·克萊門斯·費希納和葛蕾蜜蒂·威克·費希納的兄弟，葛蕾蜜蒂成為克拉拉·舒曼的父親弗里德里希·威克的第二任妻子，為克拉拉·舒曼的繼母。

## 作品
- Praemissae ad theoriam organismi generalem ("Advances in the general theory of organisms") (1823).
- (Dr. Mises) Stapelia mixta (1824). Internet Archive (Harvard)
- Resultate der bis jetzt unternommenen Pflanzenanalysen ("Results of plant analyses undertaken to date")  (1829). Internet Archive (Stanford)
- Maassbestimmungen über die galvanische Kette (1831).
- (Dr. Mises) Schutzmittel für die Cholera ("Protective equipment for cholera") (1832). Google (Harvard) （页面存档备份，存于） — Google (UWisc)
- Repertorium der Experimentalphysik (1832). 3 volumes.
  - Volume 1. Internet Archive (NYPL) — Internet Archive (Oxford)
  - Volume 2. Internet Archive (NYPL) — Internet Archive (Oxford)
  - Volume 3. Internet Archive (NYPL) — Internet Archive (Oxford)
- (ed.) Das Hauslexicon. Vollständiges Handbuch praktischer Lebenskenntnisse für alle Stände (1834–38). 8 volumes.
- Das Büchlein vom Leben nach dem Tode (1836). 6th ed., 1906. Internet Archive (Harvard) — Internet Archive (NYPL)
  - （英語） On Life After Death (1882). Google (Oxford) （页面存档备份，存于） — IA (UToronto) 2nd ed., 1906. Internet Archive (UMich) 3rd ed., 1914. IA (UIllinois)
  - （英語） The Little Book of Life After Death (1904). IA (UToronto) 1905, Internet Archive (UCal) — IA (Ucal) — IA (UToronto)
- (Dr. Mises) Gedichte (1841). Internet Archive (Oxford)
- Ueber das höchste Gut ("Concerning the Highest Good") (1846). Internet Archive (Stanford)
- (Dr. Mises) Nanna oder über das Seelenleben der Pflanzen (1848). 2nd ed., 1899. 3rd ed., 1903. Internet Archive (UMich) 4th ed., 1908. Internet Archive (Harvard)
- Zend-Avesta oder über die Dinge des Himmels und des Jenseits (1851). 3 volumes. 3rd ed., 1906. Google (Harvard) （页面存档备份，存于）
- Ueber die physikalische und philosophische Atomenlehre (1855). 2nd ed., 1864. Internet Archive (Stanford)
- Professor Schleiden und der Mond (1856). Google (UMich) （页面存档备份，存于）
- Elemente der Psychophysik (1860). 2 volumes. Volume 1. Google (ULausanne) （页面存档备份，存于） Volume 2. Internet Archive (NYPL)
- Ueber die Seelenfrage  ("Concerning the Soul") (1861). Internet Archive (NYPL) — Internet Archive (UCal) — Internet Archive (UMich) 2nd ed., 1907. Google (Harvard) （页面存档备份，存于）
- Die drei Motive und Gründe des Glaubens ("The three motives and reasons of faith") (1863). Google (Harvard) （页面存档备份，存于） — Internet Archive (NYPL)
- Einige Ideen zur Schöpfungs- und Entwickelungsgeschichte der Organismen (1873). Internet Archive (UMich)
- (Dr. Mises) Kleine Schriften（英语：Kleine Schriften） (1875). Internet Archive (UMich)
- Erinnerungen an die letzen Tage der Odlehre und ihres Urhebers (1876). Google (Harvard) （页面存档备份，存于）
- Vorschule der Aesthetik (1876). 2 Volumes. Internet Archive (Harvard)
- In Sachen der Psychophysik (1877). Internet Archive (Stanford)
- Die Tagesansicht gegenüber der Nachtansicht (1879). Google (Oxford) （页面存档备份，存于） 2nd ed., 1904. Internet Archive (Stanford)
- Revision der Hauptpuncte der Psychophysik (1882). Internet Archive (Harvard)
- Kollektivmasslehre (1897). Internet Archive (NYPL)

## 延伸閱讀
- Heidelberger, M. (2001), "Gustav Theodor Fechner" in Statisticians of the Centuries (ed. C. C. Heyde and E. Seneta) pp. 142–147. New York: Springer Verlag, 2001.
- Heidelberger, M. (2004), Nature From Within: Gustav Theodor Fechner and his Psychophysical Worldview (trans. Cynthia Klohr),  Pittsburgh, PA: University of Pittsburgh Press, 2004. ISBN 0-822-9421-00
- Robinson, David K. (2010), "Gustav Fechner: 150 years of Elemente der Psychophysik", in History of Psychology, Vol 13(4), Nov 2010, pp. 409–410. APA PsycNet （页面存档备份，存于）
- Stigler, Stephen M. (1986), The History of Statistics: The Measurement of Uncertainty before 1900, Cambridge, MA: Harvard University Press, pp. 242–254.

## 外部連結
- 维基共享资源上的相關多媒體資源：古斯塔夫·费希纳
- Gustav Theodor Fechner的作品  - 古騰堡計劃
- 互联网档案馆中古斯塔夫·费希纳的作品或与之相关的作品
- William James on Fechner （页面存档备份，存于）
- Works of Gustav Theodor Fechner at Projekt Gutenberg-DE. (German)
- Excerpt from Elements of Psychophysics （页面存档备份，存于） from the Classics in the History of Psychology website.
- Robert H. Wozniak's Introduction to Elemente der Psychophysik. （页面存档备份，存于）
- Biography, bibliography and digitized sources （页面存档备份，存于） in the Virtual Laboratory（英语：Virtual Laboratory） of the Max Planck Institute for the History of Science（英语：Max Planck Institute for the History of Science）
- Granville Stanley 1912 'Founders of modern psychology p. 125ff archive.org
- Gustav Theodor Fechner 1904 The Little Book of Life after Death Foreword by William James
- Gustav Theodor Fechner 1908 The Living Word
- Gustav Theodor Fechner at statprob.com